# Communauté de communes du Canton de Coligny
Die Communauté de communes du Canton de Coligny ist ein ehemaliger französischer Gemeindeverband mit Rechtsform einer Communauté de communes im Département Ain und der Region Auvergne-Rhône-Alpes. Der am 21. Dezember 1994 gegründete Gemeindeverband bestand aus neun Gemeinden des ehemaligen Kantons Coligny und zählte 6835 Einwohner (Stand 2013) auf einer Fläche von 144,26 km2. Präsident des Gemeindeverbandes war zuletzt Alain Gestas.

## Aufgaben
Zu den vorgeschriebenen Kompetenzen gehörten die Entwicklung und Förderung wirtschaftlicher Aktivitäten und die Raumplanung auf Basis eines Schéma de Cohérence Territoriale.  Zusätzlich betrieb der Gemeindeverband die Straßenmeisterei und die Abfallwirtschaft.

## Historische Entwicklung
Der Gemeindeverband fusionierte mit Wirkung vom 1. Januar 2017 mit den Gemeindeverbänden 
- Communauté d’agglomération de Bourg-en-Bresse
- Communauté de communes Bresse Dombes Sud Revermont
- Communauté de communes du Canton de Saint Trivier de Courtes
- Communauté de communes de Montrevel-en-Bresse
- Communauté de communes de Treffort-en-Revermont
- Communauté de communes de La Vallière

und bildete so die Nachfolgeorganisation Communauté d’agglomération du Bassin de Bourg-en-Bresse.

## Ehemalige Mitgliedsgemeinden
Folgende neun Gemeinden gehörten der Communauté de communes du Canton de Coligny an:
| Gemeinde    | Einwohner 1. Januar 2022 | Fläche km² | Dichte Einw./km² | Code INSEE | Postleitzahl |
| ----------- | ------------------------ | ---------- | ---------------- | ---------- | ------------ |
| Beaupont    | 717                      | 14,1       | 51               | 01029      | 01270        |
| Bény        | 769                      | 18,3       | 42               | 01038      | 01370        |
| Coligny     | 1.294                    | 16,9       | 77               | 01108      | 01270        |
| Domsure     | 540                      | 15,2       | 36               | 01147      | 01270        |
| Marboz      | 2.262                    | 40,1       | 56               | 01232      | 01851        |
| Pirajoux    | 400                      | 13,0       | 31               | 01296      | 01270        |
| Salavre     | 295                      | 7,8        | 38               | 01391      | 01270        |
| Verjon      | 343                      | 5,1        | 67               | 01432      | 01270        |
| Villemotier | 607                      | 13,9       | 44               | 01445      | 01270        |